# 문화 김씨
문화 김씨(文化金氏)는 황해남도 신천군을 본관으로 하는 한국의 성씨이다.
시조 김검달(金檢達)은 경주 김씨의 후손으로 전해진다.

## 참고 자료
- “문화김씨(文化金氏)”. 뿌리를 찾아서.[깨진 링크(과거 내용 찾기)]